# Rhyacophila
Genre
Le genre Rhyacophila regroupe plusieurs insectes de l'ordre des trichoptères et de la famille des Rhyacophilidae.   

## Systématique
Le genre Rhyacophila a été décrit par le naturaliste suisse François Jules Pictet de La Rive en 1834. L'espèce type pour le genre est Rhyacophila vulgaris Pictet, 1834

### Taxinomie
Liste des espèces
- Rhyacophila adjuncta McLachlan, 1884
- Rhyacophila albardana McLachlan, 1879
- Rhyacophila angelieri Decamps, 1965
- Rhyacophila aphrodite Malicky, 1975
- Rhyacophila appennina McLachlan, 1898
- Rhyacophila aquitanica McLachlan, 1879
- Rhyacophila arcangelina Navas, 1932
- Rhyacophila armeniaca Guerin-Meneville, 1843
- Rhyacophila arties Sipahiler, 2000
- Rhyacophila aurata Brauer, 1857
- Rhyacophila balcanica Radovanovic, 1953
- Rhyacophila biegelmeieri Malicky, 1984
- Rhyacophila bonaparti Schmid, 1947
- Rhyacophila bosnica Schmid, 1970
- Rhyacophila braaschi Malicky & Kumanski, 1976
- Rhyacophila brevifurcata Kumanski, 1985
- Rhyacophila cibinensis Botosaneanu & Marinkovic-Gospodnetic, 1967
- Rhyacophila confinium Botosaneanu, 1957
- Rhyacophila denticulifera Kumanski, 1985
- Rhyacophila diakoftensis Malicky, 1983
- Rhyacophila doehleri Botosaneanu, 1957
- Rhyacophila dorsalis (Curtis, 1834)
- Rhyacophila eatoni McLachlan, 1879
- Rhyacophila evoluta McLachlan, 1879
- Rhyacophila fagarashiensis Botosaneanu, 1964
- Rhyacophila fasciata Hagen, 1859
- Rhyacophila fischeri Botosaneanu, 1957
- Rhyacophila flava Klapalek, 1898
- Rhyacophila foliacea Moretti, 1981
- Rhyacophila fragariae Malicky, 1976
- Rhyacophila furcifera Klapalek, 1904
- Rhyacophila glareosa McLachlan, 1867
- Rhyacophila gudrunae Malicky, 1972
- Rhyacophila hartigi Malicky, 1971
- Rhyacophila hirticornis McLachlan, 1879
- Rhyacophila intermedia McLachlan, 1868
- Rhyacophila italica Moretti, 1981
- Rhyacophila joani Sipahiler, 2000
- Rhyacophila joosti Mey, 1979
- Rhyacophila kelnerae Schmid, 1971
- Rhyacophila kimminsiana Botosaneanu, 1958
- Rhyacophila kownackiana Szczesny, 1970
- Rhyacophila laevis Pictet, 1834
- Rhyacophila laufferi Navas, 1918
- Rhyacophila loxias Schmid, 1970
- Rhyacophila lusitanica McLachlan, 1884
- Rhyacophila margaritae Kumanski, 1998
- Rhyacophila martynovi Mosely, 1930
- Rhyacophila melpomene Malicky, 1976
- Rhyacophila meridionalis Pictet, 1865
- Rhyacophila meyeri McLachlan, 1879
- Rhyacophila mocsaryi Klapálek, 1898
- Rhyacophila morettina Botosaneanu, 1980
- Rhyacophila motasi Botosaneanu, 1957
- Rhyacophila munda McLachlan, 1862
- Rhyacophila nubila Zetterstedt, 1840
- Rhyacophila obelix Malicky, 1979
- Rhyacophila obliterata McLachlan, 1863
- Rhyacophila obtusa Klapalek, 1894
- Rhyacophila occidentalis McLachlan, 1879
- Rhyacophila orghidani Botosaneanu, 1952
- Rhyacophila orobica Moretti, 1991
- Rhyacophila pallida Mosely, 1930
- Rhyacophila palmeni McLachlan, 1879
- Rhyacophila pascoei McLachlan, 1879
- Rhyacophila pendayica Malicky, 1975
- Rhyacophila philopotamoides McLachlan, 1879
- Rhyacophila pirinica Kumanski, 1980
- Rhyacophila polonica McLachlan, 1879
- Rhyacophila pongensis Sipahiler, 2000
- Rhyacophila praemorsa McLachlan, 1879
- Rhyacophila producta McLachlan, 1879
- Rhyacophila pseudotristis Kumanski, 1987
- Rhyacophila pubescens Pictet, 1834
- Rhyacophila pulchra Schmid, 1952
- Rhyacophila ravizzai Moretti, 1991
- Rhyacophila rectispina McLachlan, 1884
- Rhyacophila relicta McLachlan, 1879
- Rhyacophila rougemonti McLachlan, 1880
- Rhyacophila rupta McLachlan, 1879
- Rhyacophila schmidinarica Urbanic, Krusnik & Malicky, 2000
- Rhyacophila simulatrix McLachlan, 1879
- Rhyacophila stigmatica (Kolenati, 1859)
- Rhyacophila tarda Giudicelli, 1968
- Rhyacophila terpsichore Malicky, 1976
- Rhyacophila torrentium Pictet, 1834
- Rhyacophila trescaviscensis Botosaneanu, 1960
- Rhyacophila trifasciata Mosely, 1930
- Rhyacophila tristis Pictet, 1834
- Rhyacophila tsurakiana Malicky, 1984
- Rhyacophila vallei Moretti, 1997
- Rhyacophila vallisclausae Giudicelli & Botosaneanu, 1999
- Rhyacophila vandeli Despax, 1933
- Rhyacophila vranitzensis Marinkovic & Botosaneanu, 1967
- Rhyacophila vulgaris Pictet, 1834 (Espèce type pour le genre)